# Agathamminoides
Agathamminoides es un género de foraminífero bentónico de la subfamilia Ammodiscinae, de la familia Ammodiscidae, de la superfamilia Ammodiscoidea, del suborden Ammodiscina y del orden Astrorhizida. Su especie-tipo es Agathamminoides gracilis. Su rango cronoestratigráfico abarca desde el Mississippiense (Carbonífero inferior) hasta el Pennsylvaniense (Carbonífero superior).

## Discusión
Clasificaciones previas incluían Agathamminoides en el suborden Textulariina del orden Textulariida.

## Clasificación
Agathamminoides incluye a las siguientes especies:
- Agathamminoides crassicoria †
- Agathamminoides gracilis †
- Agathamminoides rosenkrantzi †